# Jakub Filip
Jakub Filip (* 25. September 2005) ist ein tschechischer Tennisspieler.

## Karriere
Filip spielte bis 2023 auf der ITF Junior Tour. In der Jugend-Rangliste erreichte er mit Platz 26 im September 2023 seine höchste Notierung. Bei Grand-Slam-Turnieren war sein bestes Ergebnis Anfang 2023 bei den Australian Open das Erreichen der dritten Runde. Im Doppel gewann er in Wimbledon desselben Jahres überraschend den Titel. Mit seinem Partner Gabriele Vulpitta triumphierten sie als ungesetzte Paarung im Endspiel gegen die an Position 8 gesetzten Branko Đurić und Arthur Géa. Filip war darüber hinaus hauptsächlich im Doppel erfolgreich. Zwei Turniere der Kategorie J300 gewann er.
Bei den Profis spielte Filip bis Ende 2023 nur wenige Matches. Durch einen Sieg gegen Daniel Cukierman in der Qualifikation zu einem Turnier der ATP Challenger Tour gewann er seinen ersten Punkt für die Tennisweltrangliste, während er im Doppel noch kein Turnier spielte.